# Geografia de Belize
O norte do Belize consiste principalmente de planícies costeiras pantanosas, em alguns sítios densamente florestadas. A sul encontra-se a pequena cadeia montanhosa dos montes Maia, cujo ponto mais elevado em território do Belize é o Doyle's Delight , com 1124 m de altitude. O Belize localiza-se entre os rios Hondo e Sarstoon, e o rio Belize atravessa o centro do país. Ao longo de toda a costa do mar das Caraíbas encontram-se recifes de coral, ou cais.

## Clima
O clima é tropical e geralmente muito quente e húmido. A estação das chuvas vai de maio a novembro.

## Meio ambiente
Os desastres naturais que afetam Belize são os frequentes furacões e inundações.